# Cimber Sterling
Cimber Sterling A/S era una aerolínea con base en Sønderborg, Dinamarca, efectúa vuelos regulares nacionales e internacionales en cooperación con Scandinavian Airlines (SAS) y Lufthansa. Sus bases de operación principales son el Aeropuerto de Copenhague y el Aeropuerto de Billund.

## Historia
La aerolínea fue fundada el 1 de agosto de 1950 y comenzó a operar ese mismo año. Fue fundada por el antiguo capitán Ingolf Nielsen. Fue una de las verdaderamente escasas aerolíneas que operaron con el VFW-614. Scandinavian Airlines (SAS) adquirió el 26% de Cimber Air en mayo de 1998 y amplió su acuerdo de vuelos en código compartido. En marzo de 2003, SAS vendió su participación a Cimber Air Holding. 
Cimber Air es una filial de Cimber Air Holding (familia Nielsen) y tiene 368 empleados (en marzo de 2007). Cimber Air Germany es una compañía de handling con base en Kiel. 
El 3 de diciembre de 2008 Cimber Air compró parte de Sterling Airlines, que se había declarado en bancarrota el 29 de octubre de 2008. La nueva aerolínea se bautizó como Cimber-Sterling. Cimber adquirió el AOC (Air Operators Certificate), slots, marca y página web (www.sterling.com Y otros dominios). Los contratos de cesión de aeronaves fueron negociados con los propietarios. Los empleados de la antigua Sterling Airlines no entraron dentro del acuerdo pero fueron invitados a entrar en la nueva aerolínea.
A corto plazo Cimber tiene planes para ampliar su ámbito nacional, y a largo plazo quiere ampliar sus destinos europeos y restablecer a Sterling como aerolínea europea del norte. 
Cimber Sterling es el principal patrocinador del equipo de balonmano danés.
El 3 de mayo de 2012, Cimber Sterling deja de volar después de presentar concurso de acreedores. 

## Destinos

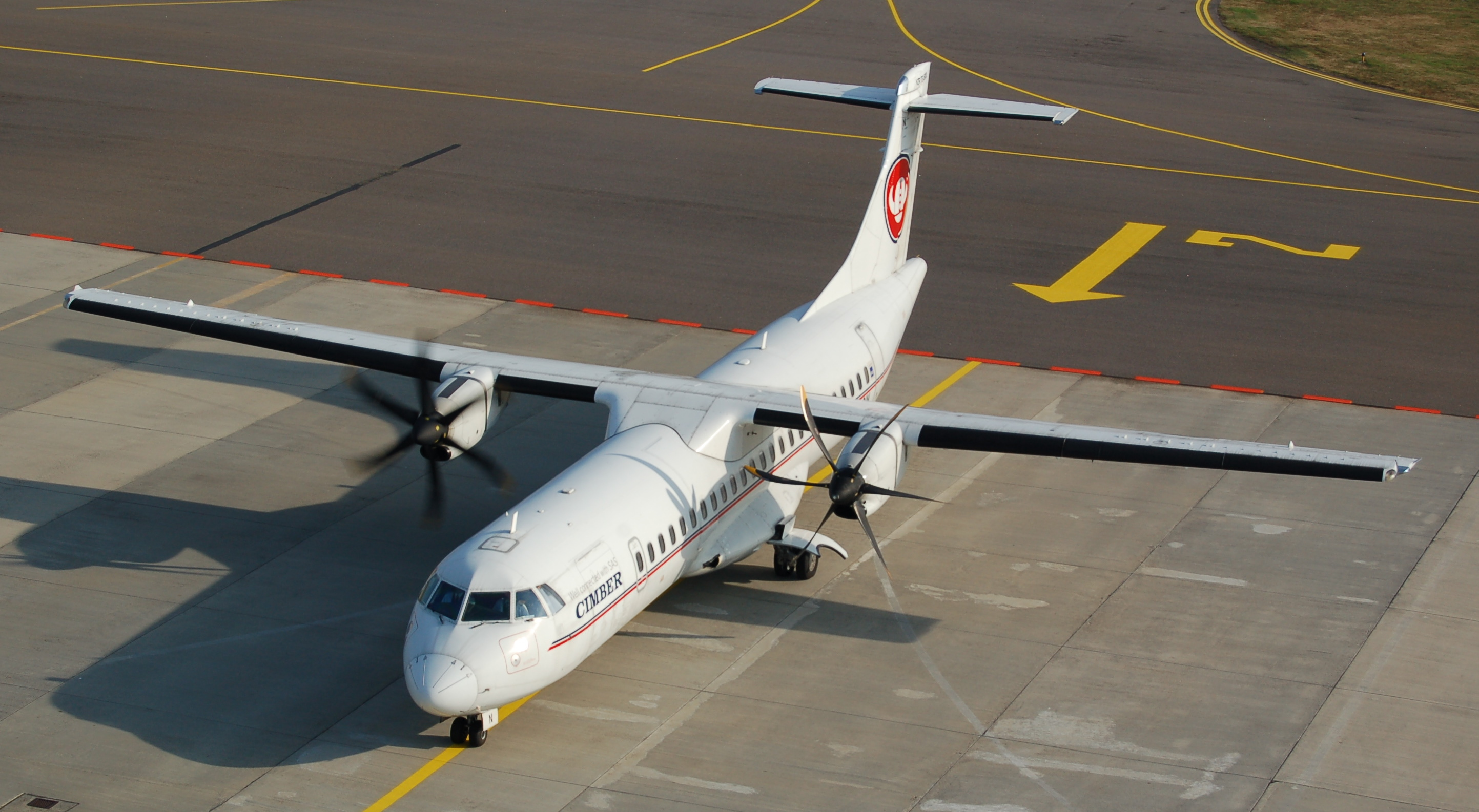
ATR 72-500 de Cimber Air.

### Destinos regulares nacionales
| País      | Ciudad     | Aeropuerto                         |
| --------- | ---------- | ---------------------------------- |
| Dinamarca | Aalborg    | Aeropuerto de Aalborg              |
| Dinamarca | Billund    | Aeropuerto de Billund              |
| Dinamarca | Copenhague | Aeropuerto de Copenhague - Kastrup |
| Dinamarca | Karup      | Aeropuerto de Karup                |
| Dinamarca | Rønne      | Aeropuerto Bornholm                |
| Dinamarca | Sønderborg | Aeropuerto de Sønderborg           |

### Destinos regulares internacionales
| País        | Ciudad              | Aeropuerto                                                     |
| ----------- | ------------------- | -------------------------------------------------------------- |
| Austria     | Salzburgo           | Aeropuerto W.A. Mozart                                         |
| Bulgaria    | Burgas              | Aeropuerto Internacional de Burgas                             |
| Croacia     | Split               | Aeropuerto de Split Kaštela/Resnik                             |
| Francia     | Montpellier         | Aeropuerto de Montpellier - Méditerranée                       |
| Francia     | Niza                | Aeropuerto de Niza Costa Azul                                  |
| Alemania    | Múnich              | Aeropuerto Internacional Franz Josef Strauss                   |
| Grecia      | Atenas              | Aeropuerto Internacional de Atenas                             |
| Grecia      | La Canea            | Aeropuerto Internacional de La Canea, "Ioannis Daskalogiannis" |
| Italia      | Florencia           | Aeropuerto Peretola                                            |
| Italia      | Nápoles             | Aeropuerto Internacional de Nápoles                            |
| Italia      | Roma                | Aeropuerto de Roma Leonardo da Vinci-Fiumicino                 |
| Italia      | Venecia             | Aeropuerto de Venecia Marco Polo                               |
| Italia      | Verona              | Aeropuerto Internacional Valerio Catullo Villafranca           |
| Noruega     | Bergen              | Aeropuerto Flesland                                            |
| Noruega     | Oslo                | Aeropuerto Gardermoen                                          |
| Polonia     | Breslavia           | Aeropuerto Copérnico                                           |
| Portugal    | Funchal             | Aeropuerto de Madeira                                          |
| Suiza       | Ginebra             | Aeropuerto Internacional de Ginebra Cointrin                   |
| España      | Alicante            | Aeropuerto de Alicante-Elche                                   |
| España      | Barcelona           | Aeropuerto de Barcelona                                        |
| España      | Las Palmas          | Aeropuerto de Gran Canaria                                     |
| España      | Málaga              | Aeropuerto de Málaga-Costa del Sol                             |
| España      | Palma de Mallorca   | Aeropuerto de Palma de Mallorca                                |
| España      | Tenerife            | Aeropuerto de Tenerife Sur                                     |
| Suecia      | Norrköping          | Aeropuerto de Norrköping                                       |
| Suecia      | Estocolmo           | Aeropuerto de Estocolmo-Arlanda                                |
| Reino Unido | Edimburgo           | Aeropuerto de Edimburgo                                        |
| Reino Unido | Londres             | Aeropuerto de Gatwick                                          |
| Reino Unido | Newcastle upon Tyne | Aeropuerto de Newcastle                                        |

## Flota
La flota de Cimber Air incluye las siguientes aeronaves (a 1 de diciembre de 2010):
| Tipo                 | Total | Registro                                                       | Notas                                                       |
| -------------------- | ----- | -------------------------------------------------------------- | ----------------------------------------------------------- |
| ATR 42-500 (imagen)  | 3     | OY-CIJ, OY-CIK, OY-CIL                                         | Uno de los aviones es operado por SAS Scandinavian Airlines |
| ATR 72-202 (imagen)  | 3     | OY-RTC, OY-RTD, OY-RTF                                         |                                                             |
| ATR 72-500 (imagen)  | 1     | OY-CIN                                                         |                                                             |
| Boeing 737-700       | 6     | OY-MRE, OY-MRF, OY-MRH, OY-MRG, OY-MRP, OY-MRU                 |                                                             |
| Bombardier CRJ-200ER | 4     | OY-MBT, OY-RJA, OY-RJB, OY-RJJ                                 |                                                             |
| Bombardier CRJ-200LR | 8     | OY-MBI, OY-RJC, OY-RJD, OY-RJE, OY-RJF, OY-RJG, OY-RJH, OY-RJI | siete aviones operados por SAS Scandinavian Airlines        |

La media de edad de la flota de Cimber Air es de 11,2 años (a 20 de marzo de 2009).